# Antoni Freixa i Martí
Antoni Freixa i Martí, més conegut com a Toni Freixa (Barcelona, 8 d'octubre de 1968) és un advocat català, conegut per haver format part de la junta directiva del FC Barcelona durant les presidències de Joan Laporta, Sandro Rosell i de Josep Maria Bartomeu. El 2015 es presentà a les eleccions a la presidència del FC Barcelona.

## Directiu del FC Barcelona
Freixa formà part de la junta directiva del Barça sota la presidència de Joan Laporta entre 2003 i 2005, però dimití per falta d'afinitat amb el president.
Posteriorment, Freixa havia estat nomenat per Sandro Rosell portaveu de la junta directiva del FC Barcelona, lloc en què va ser substituït per Manel Arroyo, i secretari de la Junta, càrrec que deixà l'octubre de 2014, essent substituït per Jordi Moix. Tot i que va romandre com a directiu a la junta de Bartomeu fins al final del seu mandat el juny de 2015, el seu pes hi era cada cop menor.

## Eleccions a la presidència del FC Barcelona de 2015
El 2015 anuncià la seva intenció de presentar-se a les eleccions a la presidència del FC Barcelona de 2015, indicant com un dels punts del seu programa la necessitat de canviar el patrocinador principal del club. El 18 de juny, David Vilajoana, vicepresident esportiu de la candidatura, va destacar el mal moment del futbol formatiu del club, indicant que el darrer jugador titular format al club era Sergi Busquets, ja amb 27 anys.
El 23 de juny de 2015 va donar a conèixer el seu programa social, amb, entre d'altres, mesures per fomentar els desplaçaments dels aficionats i un increment de la vigilància per erradicar la revenda d'entrades.
El 8 de juliol la Junta Electoral va anunciar que la precandidatura, amb 3.068 avals (en calien 2.534) passava el tall, i esdevenia oficialment candidatura a la presidència, conjuntament amb les d'Agustí Benedito, Joan Laporta, i Josep Maria Bartomeu.
El 18 de juliol se celebraren les votacions, i amb una participació de 47.270 socis (43,12% del cens), Josep Maria Bartomeu va obtenir 25.823 vots (54,63%) i va guanyar les eleccions. Joan Laporta obtingué 15.615 vots (33,03%), Agustí Benedito 3.386 vots (7,16%) i finalment, Toni Freixa 1.750 vots (3,70%).

## Eleccions a la presidència del FC Barcelona de 2021
El setembre de 2020 Freixa va anunciar la seva candidatura per les XIV eleccions a la presidència del Futbol Club Barcelona, manifestant el seu suport a la continuïtat de l'entrenador del primer equip, Ronald Koeman. El 22 de desembre anuncià que Lluís Carreras seria el seu director de futbol.
El guanyador d'aquelles eleccions fou Joan Laporta i Estruch amb un 54,28% dels vots. Víctor Font va obtenir un 30% dels vots i Freixa va ser el menys votat, amb un 8,6% dels vots.